# Lista de reis do Lesoto
O Reino do Lesoto (Em inglês, Kingdom of Lesotho) é um país localizado na África Austral, sendo uma enclave da África do Sul. O País e uma monarquia constitucional desde sua fundação como reino em 1822 pelo chefe e primeiro rei Moshoeshoe I. Os britânicos estabeleceram um protetorado em 1870 e posteriormente em colônia em 1884. Durante os tempos coloniais os lideres ficaram conhecidos como "Chefes Supremos" e sem nenhum poder politico, apenas cerimonial. O País adquiriu sua independência em 1966 e o chefe supremo Moshoeshoe II tornou-se rei, além do país ter mudado seu nome para Lesoto, que antes era Basutolândia.
Atualmente o rei detém poderes cerimoniais apenas, com o atual soberano sendo Letsie III.

## Chefes-Supremos da Basutolândia (1822-1966)
Dinastia de Moshoesh
- Moshoeshoe I (1822 -  18 de janeiro de 1870)
- Letsie I (18 de janeiro de 1870 - 20 de novembro de 1891)

- Lerotholi Letsie (20 de novembro de 1891 - 19 de agosto de 1905)
- Letsie II (19 de agosto de 1905 - 28 de janeiro de 1913)
- Nathaniel Griffith Lerotholi (28 de janeiro de 1913 - Julho de 1939)
- Simon Seeiso Grifith (3 de agosto de 1939 - 26 de dezembro de 1940)
- Gabasheane Masupha (Regente) (26 de dezembro de 1940 - 28 de janeiro de 1941)
- Mantsebo Amelia 'Matsaba (Regente) (28 de janeiro de 1941 - 12 de março de 1960)
- Moshoeshoe II (12 de março de 1960 - 4 de outubro de 1966)

## Reis do Lesoto (1966 - Presente)
Dinastia de Moshoesh
| Monarca | Monarca                   | Reinado                | Reinado                | Consorte               | Notas |
| Monarca | Monarca                   | Início                 | Fim                    | Consorte               | Notas |
| ------- | ------------------------- | ---------------------- | ---------------------- | ---------------------- | --- |
|         | Moshoeshoe II (1938-1996) | 4 de outubro de 1966   | 12 de novembro de 1990 | Mamohato               | Chefe-supremo até a independência, sendo posteriormente aclamado rei. Chegou a ser deposto duas vezes em todo seu reinado; a primeira por 5 meses, em 1970 e a segunda de 1990 à 1995. |
|         | Letsie III (n.1963)       | 12 de novembro de 1990 | 25 de janeiro de 1995  | Solteiro               | Rei coroado durante o governo militar. Abdicou em favor de seu pai. |
|         | Moshoeshoe II (1938-1996) | 25 de janeiro de 1995  | 15 de janeiro de 1996  | Mamohato               | Último reinado. Faleceu em um acidente automobilístico nas colinas de Drakensberg. |
|         | Letsie III (n.1963)       | 15 de janeiro de 1996  | Presente               | Masenate Mohato Seeiso | Atual rei. |